# The Lady Pays Off
The Lady Pays Off is een Amerikaanse filmkomedie uit 1951 onder regie van Douglas Sirk. De film werd destijds in Nederland uitgebracht onder de titel Ondeugende Amor.

## Verhaal
Evelyn Warren wordt verkozen tot lerares van het jaar. Ze viert dat in een casino, maar verliest er prompt 70.000 dollar. Om haar schuld af te betalen aan de eigenaar Matt Braddock stemt ze ermee in om privélerares te worden van zijn dochtertje Diana. Ze wil wraak nemen op Braddock door hem te verleiden en daarna af te wijzen. Zijn dochter vindt hen een ideaal stel en wil hen bij elkaar houden.

## Rolverdeling
| Acteur           | Personage           |
| ---------------- | ------------------- |
| Linda Darnell    | Evelyn Walsh Warren |
| Stephen McNally  | Matt Braddock       |
| Gigi Perreau     | Diana Braddock      |
| Virginia Field   | Kay Stoddard        |
| Ann Codee        | Marie               |
| Lynne Hunter     | Minnie              |
| Nestor Paiva     | Manuel              |
| James Griffith   | Ronald              |
| Billy Wayne      | Croupier            |
| Katherine Warren | Bessie Howell       |
| William Newell   | Barman              |
| Paul McVey       | Spreker             |
| Tristram Coffin  | Carl                |
| Judd Holdren     | Face                |
| Nolan Leary      | Arts                |